# Rijnvoetbalkampioenschap 1913/14
In 1913/14 werd het zevende Rijnvoetbalkampioenschap gespeeld, dat georganiseerd werd door de Zuid-Duitse voetbalbond. De competitie werd georganiseerd als Westkreisliga.
VfR Mannheim werd voor het tweede jaar op rij ongeslagen kampioen. De club nam deel aan de Zuid-Duitse eindronde. De vier kampioenen speelden in groepsfase en de club werd laatste.
Met SpVgg Metz, een fusieclub die in 1912 ontstaan was, speelde er voor het eerst een Lotharingse club in de competitie. Echter bleek de club een maatje te klein en verloor ze dertien van de veertien wedstrijden.  

## Westkreisliga
| Plaats | Club                      | Wed. | W  | G | V  | Saldo | Ptn.  |
| ------ | ------------------------- | ---- | -- | - | -- | ----- | ----- |
| 1.     | VfR Mannheim              | 14   | 11 | 3 | 0  | 37:5  | 25:3  |
| 2.     | Mannheimer FC Phönix 02   | 14   | 11 | 1 | 2  | 30:15 | 23:5  |
| 3.     | FC Phönix 04 Ludwigshafen | 14   | 8  | 1 | 5  | 41:16 | 17:11 |
| 4.     | FV Kaiserslautern         | 14   | 8  | 1 | 5  | 24:24 | 17:11 |
| 5.     | FC Pfalz 03 Ludwigshafen  | 14   | 5  | 2 | 7  | 20:19 | 12:16 |
| 6.     | Ludwigshafener FG 03      | 14   | 5  | 1 | 8  | 15:32 | 11:17 |
| 7.     | Borussia VfB Neunkirchen  | 14   | 3  | 0 | 11 | 18:37 | 6:22  |
| 8.     | SpVgg Metz                | 14   | 0  | 1 | 13 | 16:53 | 1:27  |

|  | Geplaatst voor Zuid-Duitse eindronde |